# Mediterráneo (álbum)
Mediterráneo es el octavo álbum y el más reconocido del cantautor Joan Manuel Serrat, editado en 1971 por la compañía discográfica Zafiro/Novola, contiene algunas de sus canciones más populares.
Todos los temas fueron compuestos por Joan Manuel Serrat, letra y música, excepto la letra de Vencidos, basado en un poema de León Felipe.
Con arreglos de Juan Carlos Calderón, Gian Piero Reverberi y Antoni Ros-Marbà y con dirección musical de los dos primeros.
En 2004, la revista musical Rockdelux, con motivo de su 20.º aniversario, publicó un número especial de 198 páginas con una lista de «los mejores 100 discos españoles del siglo XX» según criterios de sus colaboradores, Mediterráneo quedó clasificado en tercer lugar.

## Canciones
| Pista | Título                  | Autor                          | Tiempo |
| ----- | ----------------------- | ------------------------------ | ------ |
| 1     | Mediterráneo            | Joan Manuel Serrat             | 3:25   |
| 2     | Aquellas pequeñas cosas | Joan Manuel Serrat             | 1:48   |
| 3     | La mujer que yo quiero  | Joan Manuel Serrat             | 3:16   |
| 4     | Pueblo blanco           | Joan Manuel Serrat             | 4:50   |
| 5     | Tío Alberto             | Joan Manuel Serrat             | 3:20   |
| 6     | Qué va a ser de ti      | Joan Manuel Serrat             | 4:36   |
| 7     | Lucía                   | Joan Manuel Serrat             | 3:03   |
| 8     | Vagabundear             | Joan Manuel Serrat             | 2:36   |
| 9     | Barquito de papel       | Joan Manuel Serrat             | 3:00   |
| 10    | Vencidos                | León Felipe Joan Manuel Serrat | 3:20   |